# Olveira (Dumbría)
Olveira(llamada oficialmente San Martiño de Olveira) es una parroquia y una aldea española del municipio de Dumbría, en la provincia de La Coruña, Galicia.

## Entidades de población
Entidades de población que forman parte de la parroquia:
- Boudañeira (A Boudañeira)
- Couquiño (O Couquiño)
- Logoso (O Logoso)
- Lucín
- Olveira
- Rebouta (A Rebouta)
- Regoelle
- Touzas (As Touzas)
- Vila-Fernández (Vilafernández)
- Vilar
- O Arrueiro

## Demografía

### Parroquia
| Gráfica de evolución demográfica de Olveira (parroquia) entre 2000 y 2019 |
|                                                                           |
| Datos según el nomenclátor publicado por el INE.                          |

### Aldea
| Gráfica de evolución demográfica de Olveira (aldea) entre 2000 y 2019 |
|                                                                       |
| Datos según el nomenclátor publicado por el INE.                      |